# Pequeñas y medianas empresas en México
Pequeñas y medianas empresas en México generalmente llamadas pyme, son un importante segmento en la economía de México. Se clasifican en dos tipos pequeñas y medianas empresas: negocios familiares y negocios no familiares.
La Cámara de Economía de México con la ayuda del Gobierno mexicano crea diferentes tipos de programas para las pymes que necesitan  ayuda para mejorar su participación en el mercado nacional y también para el mercado internacional. El tamaño de las pymes se clasifica por el número de empleados que tienen. Los sectores principales son la fabricación, el comercio y los servicios.

## PyMEs en México
A partir del 2006 hubo alrededor de 4 millones de empresas en México. Fuera de los 4 millones, un 99,8 % eran pequeñas y medianas empresas. Alrededor del 52 % del PIB de México es generado por pequeñas y medianas empresas. Mientras que el 48 % restante se basa en las grandes empresas. Las pequeñas y medianas empresas contribuyen con el 72 % del empleo formal en México. PyMEs se subdividen en: 15 % de la Micro, 14,5 % para las pequeñas y 22,5 % para las empresas medianas.
Las PyMes pueden clasificarse por tipo y tamaño. Hay una manufactura, el comercio, y el tipo de servicio. Dentro de estas, las PyMEs son clasificados según el número de empleados a 10, 50, 250 y más de 250, respectivamente, en las micro, pequeñas, medianas y grandes empresas. Las empresas de servicios se clasifican por aquellos con tener 10, 50, 100 y más de 100 empleados.
Las PyMEs de todo el país se distribuyen por regiones. Alrededor del 38 % de ellos están en la parte central del país, el 17% en el suroeste, 6% en el sureste, 12 % en el noreste y 27% en centro-oeste 
Hay dos tipos de PyMEs en México (en función de su origen). Los que comenzaron como empresas familiares y las que fueron formadas por asociación formal. Los que se inician como negocios familiares son pequeñas y solo muy pocos de ellos tienen algún tipo de proyección en el extranjero. Estos son generalmente los que buscan el apoyo del gobierno principalmente con fines financieros y de capacitación. El otro tipo de pequeñas y medianas empresas en México son los que siguen una ruta establecida. Un ejemplo de esto podría ser franquicias, estos no tienen un problema de la expansión en el extranjero. Las franquicias son pequeñas proyección de grandes empresas que ya han hecho el estudio de mercado antes de entrar en una nueva zona. Tienen toda la experiencia posible en la expansión en el extranjero y muy poco riesgo de fracasar debido a que en la mayoría de los casos que van bajo el concepto de un alto conocimiento de la marca.
Las PyMEs han sido una parte importante del desarrollo del país, especialmente en el área de las exportaciones. Debido a su pequeño tamaño, son versátiles, dinámicas y tienen el potencial de crecimiento. Este potencial también incluye la entrada en mercados internacionales. Ellos son una fuente importante de creación de empleo en el país y son los más aptos a implementar nuevas tecnologías. Puesto que muchos se encuentran en diferentes regiones del país, que fomentan el desarrollo local. La principal contribución al crecimiento de las empresas se encuentra en las PyMEs. La importancia de las pequeñas y medianas empresas en México ha crecido a través del tiempo debido al efecto positivo que estas empresas han tenido sobre la economía de México. Dado que estas son cada vez más importantes, el gobierno se está centrando mucho en el apoyo a ellos.
Por otra parte, también tienen algunas desventajas. En general, las PyMEs no tienes el desarrollo del hábito de la reinversión para mejorar la producción o re-invertir en equipos. Ellos no tienen suficientes recursos económicos para contratar empleados especializados ni para entrenar a los actuales. Esto y la falta de previsión puede llevar a ventas insuficientes, falta de competitividad, servicio al cliente inadecuado, baja calidad y precios más altos. Debido a la falta de control de calidad, problemas legales, tales como tratar con el IVA y los productos defectuosos se convierte en un problema.

## Programas para el desarrollo de PyMEs
Desde 2004, el gobierno mexicano ha tenido una serie de programas de apoyo a las PyMEs para que ayuden en el crecimiento de la economía en México. El gobierno tiene dos grupos de programas para apoyar PyMEs. El primer grupo ayuda a las PyMEs para crecer dentro del mercado nacional. Los principales programas son programas emergentes, proyectos productivos, Centros México Emprende, Sistema Nacional de Garantías de Préstamos y Empresas de Consultoría.
El objetivo principal de los Programas Emergentes es ayudar a las áreas económicas que han sido afectadas por los desastres naturales. Este programa logra el objetivo a través de préstamos con condiciones especiales de pago. Esta ayuda se da a las PyMEs que detienen su actividad económica debido a un desastre natural. Los Programas Emergentes, están coordinados y supervisados por "Fondo PyMe". Las regulaciones que esta organización señala es que las PyMEs son apoyadas con los recursos especiales y con los conceptos que determina el consejo directivo que son esenciales para la reactivación económica de las empresas. Estas empresas tienen que cumplir ciertas condiciones. Proyectos Productivos ayuda a financiar proyectos de inversión que mejoren la competitividad de las PYMES. Esto ayuda a desencadenar la creación y mantenimiento de puestos de trabajo y el desarrollo regional. El proyecto más importante es la financiación. Estos fondos están dirigidos principalmente a proyectos de producción. Los proyectos tienen que ayudar mediante el desarrollo, la expansión y consolidación de las empresas. Centros Mexico Emprende es para la ejecución de los servicios públicos o privados de apoyo a las PyMEs. El apoyo se da de una manera integral, accesible, viva, y oportuna de acuerdo con el tamaño y las empresas potenciales. Los diferentes tipos de conceptos centrales son: equipamiento y la infraestructura, diseño y actualización de los sistemas de información para la planificación y la medición de los resultados generados a partir de "Centros México Emprende". Sistema Nacional de Garantías le proporciona a las PyMEs un fácil acceso a los programas de financiación con condiciones competitivas y plazos de pago. La Consultoría Empresarial  es un programa que ayuda a las PyMEs a ser más productivo y rentable. Se logra este objetivo a través de la identificación de los programas de intervención de negocio. Estos programas se aplican a una o más áreas fundamentales de una empresa como la formación y la consultoría y el desarrollo de instructores y consultores.

## Los programas para PyMEs existentes y la expansión internacional
El segundo grupo ayuda a las PyMEs a mantener un lugar y tener éxito en el mercado internacional. El SpyMe ( Subsecretaría para la Pequeña y Mediana Empresa) fue creado para promover, estimular y diseñar herramientas y programas con el fin de crear, consolidar y desarrollar las micro, pequeñas y medianas empresas en el mercado internacional. La Subsecretaría para las Pequeñas y Medianas Empresas ( SpyMe ), con el propósito de ayudar principalmente pequeñas empresas, creó el. Este programa incorpora acciones de mejora en áreas donde se detectan debilidades u oportunidades. El programa estimula la consolidación del espíritu empresarial a través de acciones como la instrumentación de metodologías innovadoras en sectores prioritarios productivos. El programa también fomenta la aplicación de programas estratégicos para mejorar la gestión de las empresa.
El Programa Nacional de Capacitación y Consulta divide sus operaciones en cuatro componentes. El Programa de Consultoría General , que fue creado para los proyectos de mayor demanda identificados por las cámaras y asociaciones empresariales, que al igual que para los gobiernos estatales y municipales, buscará el apoyo del Fondo PyME. Se hizo este programa para cuidar de las necesidades de formación y consultoría, a través de metodologías probadas que aseguran que tendrán resultados cuantificables. El Programa Moderniza, la Secretaría de Economía (SE) y la Secretaría de Turismo (Sectur) inició un Sistema de Gestión llamado "modernizar" que permite mejorar la calidad de los servicios ofrecidos a las micro, las pequeñas y medianas empresas del sector turístico. El Secretario de Turismo lleva a cabo la formación de los consultores, que son los únicos autorizados para ejecutar el programa y registrarse en la SECTUR. La  Formación de Consultores PyME - JICA, establece la formación de asesores especializados en la metodología de la Agencia de Cooperación Internacional de Japón (JICA). El proceso se basa en la aplicación de herramientas japonesas de mejoras de alto impacto con un costo más bajo. Tiene una duración de aproximadamente de un mes y medio, y está dirigido a consultores con más de tres años de experiencia en consultoría de gestión. Esto ha permitido depender de una base de consultores especializados que multiplica los esfuerzos para ofrecer servicios especializados de consultoría que generan las empresas más competitivas. La Consultoría Empresarial PyME (SME Gestión Consultoría-JICA) estimulan el desarrollo y la consolidación de las MIPYMES mediante la aplicación de un modelo de atención integral de consultoría estandarizada, llevado a cabo por los consultores PYME-JICA y acreditado por la Secretaría de Economía. El proceso de consultoría que se ofrece en las instalaciones de la empresa dura de 3 a 4 meses, y se dirige a las MIPYMES, preferiblemente con dos años de funcionamiento. El Fondo PyME, junto con el Programa Nacional de Consultoría PyME-JICA, ayuda con los subsidios que van del 30 al 70 por ciento del costo total del servicio de consultoría de gestión.

## Exportaciones de PyMEs
Está comprobado que muchas economías se basan en sus exportaciones. Las PyMEs bien estructuradas y organizadas pueden ser una fuente importante de las exportaciones. Por esta razón, el gobierno mexicano está prestando especial atención a las PyMEs en este sentido, la asignación de una parte importante de sus recursos económicos para ayudar a que las pequeñas y medianas empresas se expandan en el extranjero. PyMEs soportadas pueden significar aumento de las exportaciones y una economía más abierta.
La "Subsecretaria para la pequeña y mediana empresa" (SPyME) fue fundada para diseñar, fomentar y promover programas y otras herramientas que tienen como objetivo la creación, consolidación y el desarrollo de las micro, pequeñas y medianas empresas.
Cerca del 59% de las exportaciones de México están controladas por el 30% del total de las empresas en el país. De todas las PyMEs existentes sólo el 9% de ellos exporta, mientras que el 83% restante no tiene ningún tipo de presencia en el exterior. El Comercio Internacional en México se basa principalmente en las grandes empresas, es por eso que el gobierno está muy interesado en dar asistencia y ayuda financiera a las pequeñas empresas .
De todas las empresas exportadoras en México solo 64.000 son PyMEs. Ellos se encuentran principalmente en la parte central del país, noreste y centro-oeste .
Hay muchas maneras en las que las PyMEs pueden ser soportadas en México. El apoyo fiscal a los exportadores mexicanos. Declaración del IVA o la compensación del IVA. Programa de Fomento de la Industria Maquiladora de fabricación y servicios de exportación (IMMEX). También a través del programa de promoción sectorial. Programa de reintegro (a través del cual ofrece IVA Gobierno retorno a esas pequeñas empresas mexicanas que exportan a un país que ha impuesto aranceles a las importaciones). Hay beneficios para las empresas a nivel de exportación de artículos (ALTEX). Beneficios para las empresas comerciales internacionales (ECEX). Mecanismos de exportaciones indirectas, tales como la eliminación del IVA o la aplicación del 0% de IVA en las exportaciones. Comisión Mixta para la Promoción de las exportaciones (COMPEX). Un incentivo anual llamado Nacional Exportación de precio. la ayuda del gobierno, tales como información u oportunidades para expandirse en el extranjero, consultoría y formación. oportunidades comerciales tales como el análisis del mercado. Selección y establecimiento de contacto con el cliente en el mercado exterior. Gobierno también puede apoyar a las PyMEs mediante un proceso de posicionamiento.
Los programas más importantes de apoyo para las exportaciones son de financiación, consultoría, entrenamiento, exportación, asistencia técnica e información sobre las exportaciones.
Los servicios que el Programa Nacional de Franquicias ofrece a las PyMES son: comercialización, consultoría y financiación. Del mismo modo, se acercan a los empresarios, MIPyMES y propietarios de excepciones, para darles apoyos que ofrecen la oportunidad de iniciar un nuevo negocio aprovechando la experiencia de una exención, estimular el negocio exitoso para convertirlos en excepciones, desarrollar nuevas excepciones. Apoyar la consolidación de las excepciones existentes. Fortalecer el posicionamiento de la marca de las excepciones existentes y realizar la re-ingeniería de los modelos existentes de exenciones.
Los centros PyMExporta son federales, los estados y las organizaciones locales que tienen el objetivo de ayudar a las PyMEs que tienen interés especial para iniciar, aumentar o diversificar sus exportaciones en todo el mundo. Este organizaciones unen esfuerzos con el sector empresarial mexicano para lograr este objetivo.
Algunas de las ventajas y beneficios que los centros aportan a las PyMEs es la formación del proceso de exportación, una empresa de consultoría especializada para el desarrollo de proyectos de exportación, la posibilidad de ser capaz de promover las PyMEs en el mercado internacional, consultoría en los requisitos de las aduanas de México, información sobre los mercados y las regulaciones legales para la exportación y el apoyo en las tareas de logística y gestión. Los Centros PyMExporta trabajan con una metodología de registro propio, acompañamiento y gestión de apoyos institucionales de acuerdo con lo que las empresas requieren. El servicio de soporte es personal y especializado para cada necesidad de las empresas.
Los servicios se dan en función a los niveles de la identificación de las empresas potenciales, en caso de que las empresas tengan las instalaciones para exportar su producto, será firmado un documento para el desarrollo de cada etapa del proceso de la exportación. La estrategia de comercio identifica los requisitos del producto, que apoya y asesora al empresario desde el inicio del contrato de venta internacional hasta el final de la venta.
En América Latina, incluyendo a México, las PYMES cumplen un papel fundamental en esas economías, (Henriquez, 2009), menciona que conjuntando micros, pequeñas y medianas empresas (MiPymes) en America Latina se obtiene el 86.5 por ciento del empleo total de la región, 66.3 por ciento de las microempresas y 20.2 por ciento de las pequeñas y medianas. Adicionalmente la MiPyme contribuye con el 60.8 por ciento de la producción total de la región. Siendo estas las que aportan el 51.4 por ciento. 